# Jean, Mare Duce de Luxemburg
Jean, Mare Duce de Luxemburg (Jean Benoît Guillaume Robert Antoine Louis Marie Adolphe Marc d'Aviano; n. 5 ianuarie 1921, Colmer-Bierg⁠(d), Luxemburg, Luxemburg – d. 23 aprilie 2019, Lëtzebuerg, Luxemburg) a domnit în Luxemburg din 1964 până în 2000. A fost tatăl Marelui Duce Henri și fiul Charlottei, Mare Ducesă de Luxemburg și al Prințului Felix de Bourbon-Parma. Printre nașii săi se numără și Papa Benedict al XV-lea, care i-a dat al doilea nume.

## Primii ani
Jean s-a născut la Castelul Berg din Luxemburg, ca fiul cel mare al Marii Ducese de Luxemburg, Charlotte. Tatăl său a fost Prințul Felix de Bourbon-Parma. A urmat școala primară din Luxemburg și liceul la Colegiul Ampleforth, o școală-internat romano catolică din Marea Britanie. Ajuns la maturitate la 5 ianuarie 1939, s-a recunoscut statutul lui de moștenitor aparent și a primit titlul de "Mare Duce Ereditar".

## Al Doilea Război Mondial
La 10 mai 1940, Germania a invadat Luxemburgul și au început cei patru ani de ocupație nazistă. Fiind avertizați de iminenta invazie, familia Marelui Ducat a plecat în noapte de dinainte. La început, ei au căutat refugiu la Paris, înainte de a fugi din Franța câteva săptămâni mai târziu. Jean plecat în Canada, unde a studiat Dreptul și Științe Politice la Universitatea Laval din Québec.
S-a alăturat armatei britanice ca voluntar în Gărzile irlandeze, în noiembrie 1942. După ce a fost instruit ca ofițer la Aldershot, Jean a devenit locotenent în martie 1943, înainte de a fi promovat la rangul de căpitan în 1944. La șase zile după Ziua Z, la 11 iunie 1944, Prințul Jean a debarcat în Normandia, în apropiere de Bayeux și a luat parte la Bătălia de la Caen și eliberarea orașului Bruxelles. La 10 septembrie 1944, a luat parte la eliberarea Luxemburgului înainte de a pleca la Arnhem și de invazia din Germania.
Din 1951 până în 1961, Marele Duce Ereditar Jean a fost membru al Consiliului de Stat, lucru care i-a permis să intre în viața politică a țării sale.

## Căsătorie și copii
S-a căsătorit la Luxemburg, la 9 aprilie 1953, cu Joséphine-Charlotte a Belgiei (1927–2005), fiica regelui Leopold al III-lea al Belgiei. Jean și Charlotte au avut trei fii și două fiice:
- Prințesa Marie-Astrid (n. 17 februarie 1954). S-a căsătorit cu Arhiduce Carl Christian Marcus d'Aviano a Austria (n. 1954).
- Marele Duce Henri I (n. 16 aprilie 1955)
- Prințul Jean (n. 15 mai 1957). S-a căsătorit cu Hélène Vestur (n. 1958) în 1987 și au avut copii. A renunțat la drepturile asupra succesiunii pentru el și descendenții lui, la 26 septembrie 1986. Copiii lui, ca și soția lui, au purtat titlul de Conte(să) de Nassau până au primit titlul de Prinț(esă) de Nassau.[7]. Prințul Jean și Hélène au divorțat. În 2009 el s-a căsătorit cu Diane De Guerre.
- Prințesa Margaretha  (n. 15 mai 1957). S-a căsătorit cu Prințul Nikolaus de Liechtenstein (n. 1947), fiu al Prințului Franz Joseph al II-lea de Liechtenstein; au avut copii.
- Prințul Guillaume (n. 1 mai 1963). S-a căsătorit cu Sibilla Weiller (n. 1968), o strănepoată a regelui Alfonso al XIII-lea al Spaniei prin mama ei Donna Olimpia Torlonia, fiică a Infantei Beatriz de Borbón; au avut copii. Copiii lui poartă titlul de Prinț(esă) de Nassau.

Marele Duce Jean a abdicat la 7 octombrie 2000 în favoarea fiului său, Henri, Mare Duce de Luxemburg.